# World Trade Center (1973-2001)
El antiguo World Trade Center (en español, «Centro Mundial del Comercio») fue un complejo de edificios en la ciudad de Nueva York (Estados Unidos), que incluía a las emblemáticas Torres Gemelas, inauguradas el 4 de abril de 1973 y destruidas en los atentados del 11 de septiembre de 2001, junto con el World Trade Center 7. Los otros edificios del complejo fueron severamente dañados en los ataques y sus restos fueron posteriormente demolidos. Actualmente, el sitio cuenta con cuatro nuevos rascacielos, un monumento dedicado a las víctimas que murieron en los ataques y una terminal de transporte. El One World Trade Center (WTC 1) es el edificio principal del nuevo complejo. Con un total de 94 pisos, es el edificio más alto del hemisferio occidental.
Al momento de su finalización, el World Trade Center 1 (la Torre Norte) y World Trade Center 2 (la Torre Sur), conocidos en conjunto como las Torres Gemelas, eran los edificios más altos del mundo. Los otros edificios incluían al WTC 3 (Hotel Marriott del World Trade Center), el WTC 4 (donde además de oficinas funcionaban diversas bolsas de valores), el WTC 5, el WTC 6 (que contenía a la Oficina de Aduanas y Protección Fronteriza) y el WTC 7. Todos estos edificios fueron construidos entre 1975 y 1987, con un costo de 400 millones de dólares (2300 millones de dólares en 2014). El complejo se ubicó en el corazón del distrito financiero de Nueva York, con un espacio total de 1,24 millones de metros cuadrados para oficinas.
El complejo fue diseñado a principios de la década de 1960 por Minoru Yamasaki y Asociados, de Troy (Míchigan), y Emery Roth e Hijos, de Nueva York. Las Torres Gemelas, de 110 pisos cada una, usaron un marco de tubo como diseño estructural. Para obtener la aprobación para el proyecto, la Autoridad Portuaria de Nueva York y Nueva Jersey accedió a tomar el Ferrocarril de Hudson y Manhattan pero el cual se transformó en la Autoridad Portuaria Trans-Hudson (PATH, por sus siglas en inglés). La primera piedra del World Trade Center se colocó el 5 de agosto de 1966. La Torre Norte se completó en 1972 y la Torre Sur fue finalizada en abril de 1973. El proceso de construcción incluyó la extracción de una gran cantidad de material ya que fue utilizado luego como relleno para construir la Battery Park City, en el lado oeste del Bajo Manhattan.
El restaurante Windows on the World estaba ubicado en los pisos 106 y 107 del World Trade Center 1 (la Torre Norte), mientras que la plataforma de observación Top of the World lo estaba en el piso 107 del World Trade Center 2 (la Torre Sur). Antes del 11 de septiembre de 2001, el World Trade Center ya había sufrido algunos incidentes, como un incendio ocurrido el 13 de febrero de 1975, un atentado con bomba el 26 de febrero de 1993 y un robo el 14 de enero de 1998. En 1998, la Autoridad Portuaria decidió privatizar el World Trade Center, haciendo una licitación pública para que una empresa privada gestionase los edificios, y otorgó la licitación a Silverstein Properties en julio de 2001, dos meses antes de los atentados.
En la mañana del martes 11 de septiembre de 2001, secuestradores miembros de Al-Qaeda estrellaron dos aviones de pasajeros Boeing 767 contra el complejo, uno contra cada una de las torres gemelas, en un ataque terrorista coordinado. Tras arder por 56 minutos, la Torre Sur (WTC 2) se derrumbó, seguida media hora después por la Torre Norte (WTC 1). Los ataques al World Trade Center tuvieron como resultado unas 2 996 muertes. El WTC 7 se derrumbó más tarde ese mismo día, y otros edificios, a pesar de que no se derrumbaron, debieron ser demolidos debido a que el daño que presentaban era irreparable. El proceso de limpieza y recuperación del sitio llevó ocho meses, finalizando en mayo de 2002.

## Construcción original

### Planificación y construcción

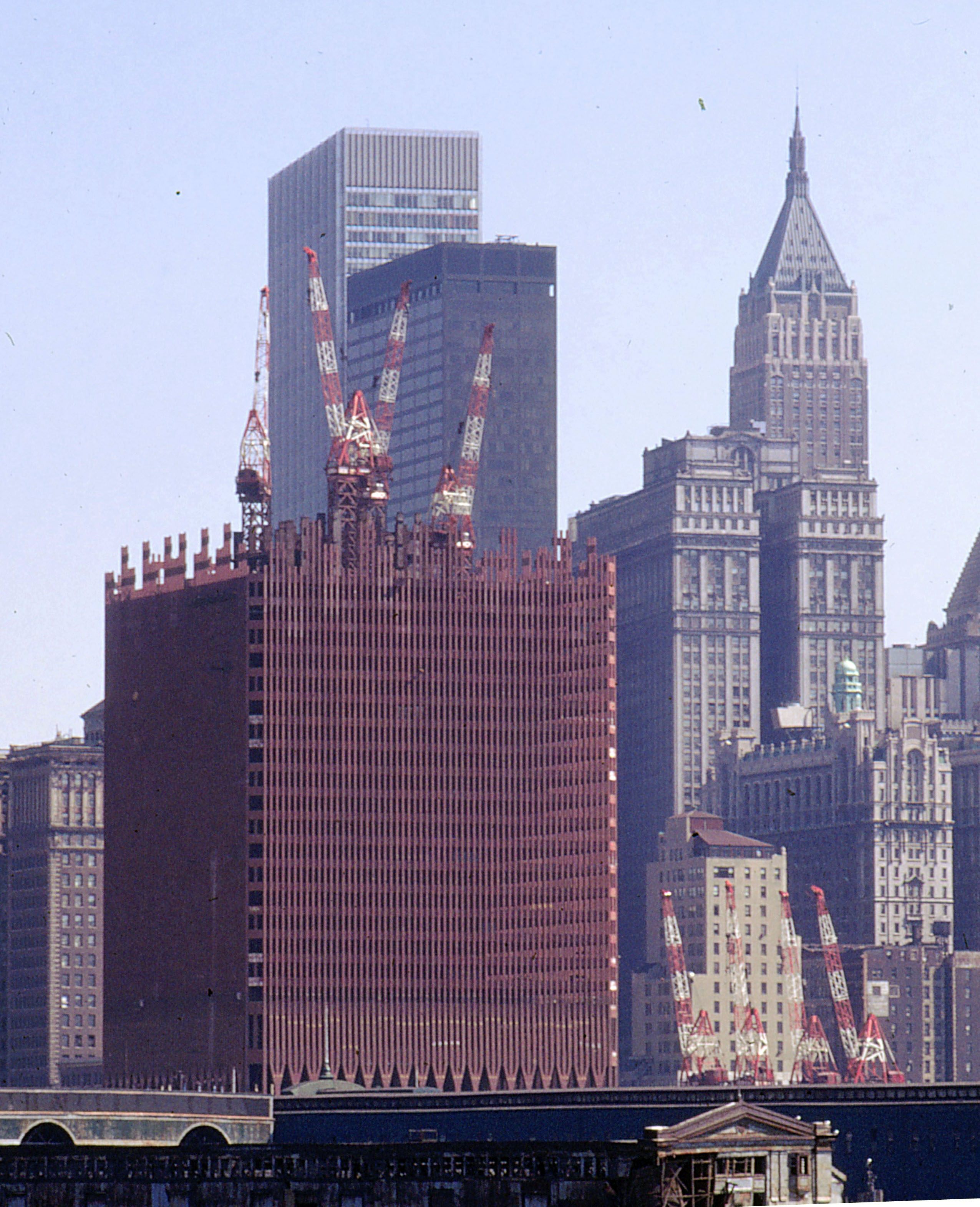
Construcción en curso, a finales de 1969.

En 1943, se propuso por primera vez la idea de establecer un Centro Mundial de Comercio (World Trade Center) en la ciudad de Nueva York. La Legislatura del Estado de Nueva York autorizó a Thomas E. Dewey, el entonces Gobernador de Nueva York, a iniciar el desarrollo de los planes para el proyecto, pero dichos planes fueron puestos en suspenso en 1949. Durante finales de los años 1950 y 1960, el crecimiento económico de Nueva York se concentró en el centro de la ciudad, Manhattan, mientras que el Bajo Manhattan fue apartado a un segundo plano. Para estimular la renovación urbana, David Rockefeller sugirió que la Autoridad Portuaria construyese el World Trade Center en el Bajo Manhattan.
Los planes iniciales, hechos públicos en 1961, identificaban a un sitio sobre el río Este como la zona de construcción del World Trade Center. Como agencia biestatal, la Autoridad Portuaria requería, para nuevos proyectos, de la aprobación tanto del Gobernador de Nueva York como del de Nueva Jersey. Robert B. Meyner, entonces Gobernador de Nueva Jersey, se opuso a que Nueva York recibiera un proyecto de 335 millones de dólares. Hacia el final de 1961, las negociaciones con Meyner, saliente Gobernador de Nueva Jersey, quedaron estancadas.
En ese entonces, la cantidad de pasajeros del Ferrocarril de Hudson y Manhattan (H&M), de Nueva Jersey, había bajado considerablemente de un pico de 113 millones de pasajeros en 1927 a 26 millones en 1958, después de que nuevos túneles y puentes para automóviles se abrieran a través del río Hudson. En una reunión de diciembre de 1961 entre Astin J. Tobin, director de la Autoridad Portuaria, y Richard J. Hughes, recientemente electo Gobernador de Nueva Jersey, la Autoridad Portuaria ofreció tomar el Ferrocarril de Hudson y Manhattan y transformarlo en el Autoridad Portuaria Trans-Hudson (PATH). La Autoridad Portuaria también decidió trasladar el proyecto del World Trade Center al sitio del edificio de la Hudson Terminal, en el lado oeste del Bajo Manhattan, una ubicación más conveniente para los pasajeros de Nueva Jersey que llegaran por el PATH. Con la nueva ubicación y la adquisición del Ferrocarril H&M por parte de la Autoridad Portuaria, Nueva Jersey aceptó apoyar el proyecto del World Trade Center.
También fue necesaria la aprobación del Alcalde de la ciudad de Nueva York, John Lindsay, y del Consejo de Nueva York. Los desacuerdos con la ciudad se centraron en los asuntos relacionados con los impuestos. El 3 de agosto de 1966, se alcanzó un acuerdo, según el cual la Autoridad Portuaria haría pagos anuales a la ciudad en lugar de pagar los impuestos correspondientes a la porción del World Trade Center licitada a arrendatarios privados. En años posteriores, los pagos fueron aumentando, al aumentar la tasa de impuesto sobre bienes raíces.

#### Diseño arquitectónico
El 20 de septiembre de 1962, la Autoridad Portuaria de Nueva York y Nueva Jersey anunció la elección de Minoru Yamasaki como el arquitecto principal y de Emery Roth e Hijos como arquitectos asociados. Yamasaki ideó un plan que incorporaba al complejo dos torres gemelas; en el plan original de Yamasaki, cada una tenía 80 pisos de altura. Para alcanzar el requerimiento de la Autoridad Portuaria de que hubiese 930 000 m² de espacio para oficinas, cada torre debía ser de 110 pisos de altura.

Diseño de un piso típico y disposición de los ascensores de las torres del WTC original.

Una limitación importante en este tipo de construcciones es el tema de los ascensores; cuanto más alto sea el edificio, más ascensores se necesitan para servir al mismo, lo que consume mucho espacio. Yamasaki y los ingenieros decidieron utilizar un nuevo sistema con dos vestíbulos especiales, que permitían a los usuarios pasar de ascensores expresos de alta capacidad (se detenían solo en ciertos pisos) a un ascensor local (que se detenía en todos los pisos de una sección). Esto permitió el diseño de apilar ascensores locales dentro de un mismo hueco de ascensor. Ubicados en los pisos 44 y 78 de cada torre, los vestíbulos especiales permitían que los ascensores fuesen utilizados eficientemente, incrementando la cantidad de espacio utilizable en cada piso en un 62-75 %, al reducir el número de huecos de ascensor. En conjunto, el World Trade Center contaba con 95 ascensores, entre expresos y locales. Este sistema se inspiró en el utilizado por el Metro de Nueva York, cuyas líneas incluyen estaciones expresas, donde se detienen trenes tanto expresos como locales, y estaciones locales, donde solo se detienen trenes locales.
El diseño de Minoru Yamasaki para el World Trade Center, revelado al público el 18 de enero de 1964, mostraba para las torres una base cuadrada de aproximadamente 63 metros de cada lado. Los edificios fueron diseñados con ventanas estrechas de 46 centímetros de ancho en las oficinas, lo cual reflejaba el miedo a las alturas de Yamasaki así como su deseo de que los inquilinos se sintiesen seguros dentro de los edificios. El diseño de cada torre contaba con fachadas revestidas en aleación de aluminio, cuyas piezas se ensamblaban una a una a medida que las torres ganaban altura. El World Trade Center fue una de las implementaciones más importantes de la ética arquitectónica de Le Corbusier, al igual que la mayor expresión de las tendencias góticas modernistas de Yamasaki.
Además de las torres gemelas, el plan para el complejo World Trade Center incluía otros cuatro edificios de poca altura, que fueron construidos a principios de los años 1970. El edificio World Trade Center 7, de 47 pisos, se construyó en los años 1980, al norte del complejo principal. En conjunto, el complejo World Trade Center ocupaba una supermanzana de 65 000 m².

#### Diseño estructural

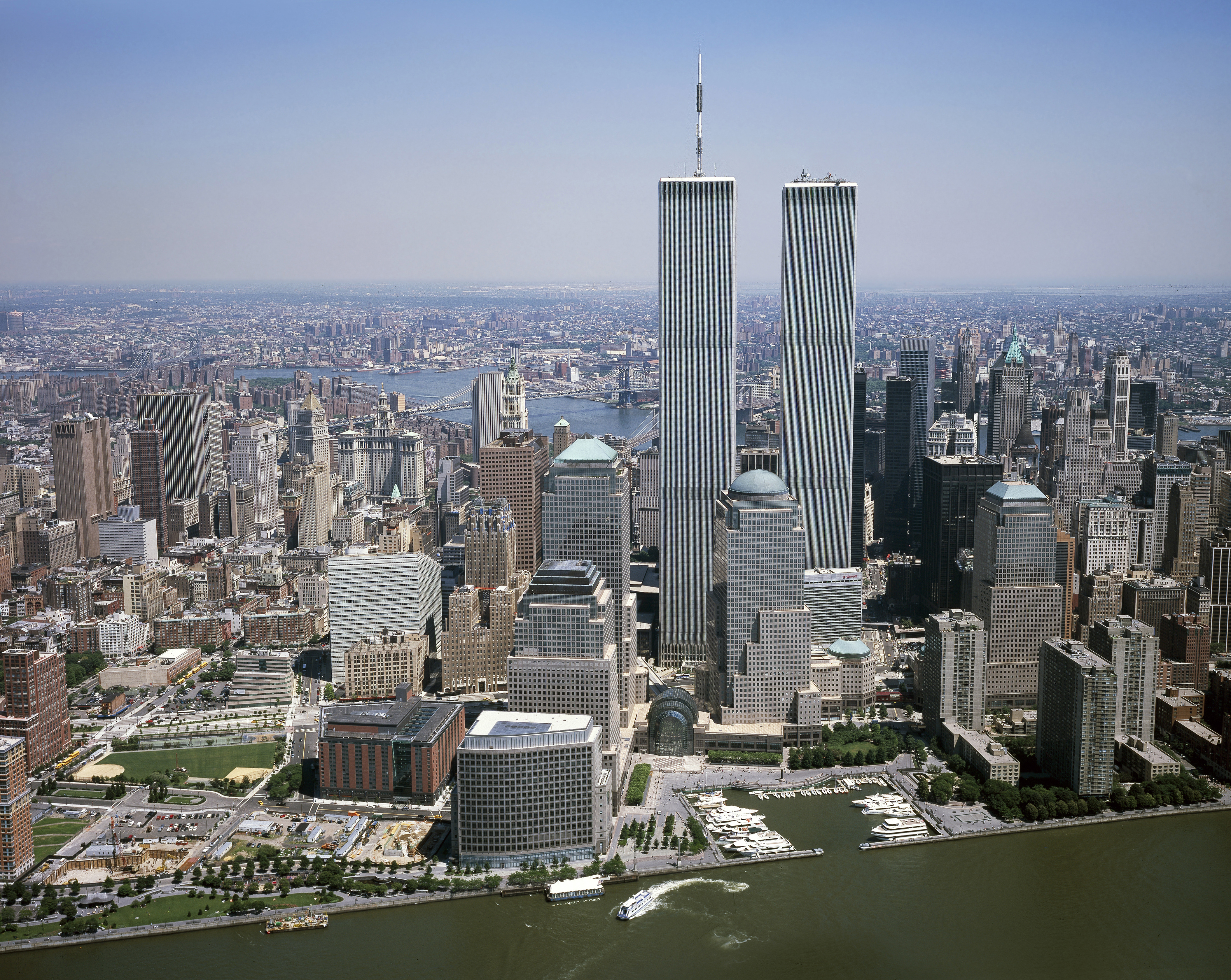
El World Financial Center y la Battery Park City fueron construidos sobre tierras recuperadas.

La compañía de ingeniería estructural Worthington, Skilling, Helle & Jackson trabajó para poner en práctica el diseño de Yamasaki, desarrollando el marco de tubo estructural usado en la fachada de las Torres Gemelas. El departamento de ingeniería de la Autoridad Portuaria cumplió la función de los ingenieros fundacionales, Joseph R. Loring & Associates la de los ingenieros eléctricos y Jaros, Baum & Bolles la de los ingenieros mecánicos del proyecto. Tishman Realty & Construction fue la contratista general en el proyecto del World Trade Center. Guy F. Tozzoli, director del World Trade Department en la Autoridad Portuaria, y Rino M. Monti, el ingeniero jefe de la Autoridad Portuaria, supervisaron el proyecto. Como agencia interestatal, la Autoridad Portuaria no estaba sujeta a leyes locales ni a regulaciones de la ciudad de Nueva York, incluyendo los códigos de edificación. Sin embargo, los ingenieros estructurales del World Trade Center terminaron siguiendo los borradores de los nuevos códigos de edificación de 1968. El diseño del marco de tubo, introducido anteriormente por Fazlur Khan, fue un nuevo enfoque que permitió realizar planos de pisos más abiertos que en el diseño tradicional, el cual distribuía columnas a través del interior para soportar las cargas del edificio. Las torres del World Trade Center utilizaban fuertes y resistentes columnas de acero perimetrales, conocidas como celosías Vierendeel, que se encontraban a poca distancia una de otra, formando así una estructura de pared fuerte y rígida, soportando prácticamente todas las cargas laterales, como las del viento, y compartiendo la carga de la gravedad con las columnas centrales. La estructura perimetral, que contenía 59 columnas por lado, fue construida con un gran uso de piezas modulares prefabricadas, cada una compuesta de tres columnas, de tres pisos de altura, conectadas por placas de antepecho. Estas placas estaban soldadas a las columnas para crear las piezas modulares fuera del lugar, en el taller de fabricación. Módulos adyacentes fueron atornillados entre sí con los empalmes en el medio del vano de las columnas y las placas de antepecho. Las placas fueron ubicadas en cada piso, transmitiendo la tensión cortante entre las columnas, permitiendo a las mismas que trabajen en conjunto para resistir cargas laterales. Las uniones entre módulos fueron escalonadas verticalmente, de modo que los empalmes de las columnas entre módulos adyacentes no se encontraran en el mismo piso.
El centro de las torres almacenaba los huecos de ascensores y de servicio, aseos, tres escaleras y otros espacios de apoyo. El centro de cada torre era un área rectangular de 27 por 41 metros y contenía 47 columnas de acero que iban desde la base hasta la cima de la torre. El gran espacio entre el perímetro y el centro, libre de columnas, fue segmentado verticalmente por vigas de piso prefabricadas. Los pisos soportaban su propio peso, al igual que cargas vivas, dando estabilidad lateral a las paredes exteriores y distribuyendo las cargas del viento entre estas paredes. Los pisos consistían en ligeras losas de hormigón de 10 centímetros de espesor, ubicadas sobre una cubierta de acero acanalada. Una red de vigas-puente ligeras y vigas principales servían de apoyo para los pisos. Las vigas se conectaban con el perímetro en columnas alternadas y se encontraban sobre bases de 2,03 metros. Las líneas superiores de las vigas fueron atornilladas a asientos soldados a las placas de antepecho en el lado exterior y a un canal soldado a las columnas centrales en el lado interior. Los pisos estaban conectados a las placas perimetrales de antepecho con amortiguadores viscoelásticos que ayudaban a reducir el balanceo percibido por los ocupantes del edificio.
Entre el piso 107 y la cima de cada torre se dispuso una gran viga, diseñada para soportar una alta antena de comunicaciones sobre la cima de cada torre. Sin embargo, solamente el WTC 1 (Torre Norte) contó con una antena, la cual fue agregada en 1978. El sistema de celosía consistía en seis cerchas dispuestas en el lado largo del núcleo, y cuatro en el lado corto, que unían el núcleo central con el entramado perimetral del edificio. Este sistema de entramado permitía la redistribución de la carga entre el perímetro y las columnas centrales, ayudando a estabilizar los esfuerzos provocados por la antena de transmisión.
El diseño del marco de tubo, que utilizaba un centro de acero y columnas perimetrales recubiertas con un material resistente al fuego, creó una estructura relativamente liviana, que se balancearía más en respuesta al viento que estructuras tradicionales, como las del edificio Empire State, que para protegerse del fuego cuentan con una mampostería gruesa y pesada, con elementos estructurales de acero. Durante el proceso de diseño, se realizaron pruebas en el túnel de viento para establecer las tensiones causadas por el viento a las que los edificios del World Trade Center podrían enfrentarse, al igual que una respuesta estructural a esas fuerzas. También se realizaron experimentos para evaluar cuánto balanceo podrían tolerar cómodamente los ocupantes; sin embargo, muchos sujetos experimentaron mareos y otros efectos adversos. Uno de los ingenieros principales, Leslie Robertson, trabajó con el ingeniero canadiense Alan G. Davenport para desarrollar amortiguadores viscoelásticos para absorber parte del balanceo. Estos amortiguadores, utilizados en las estructuras en las uniones entre las vigas de piso y las columnas perimetrales, junto con otras modificaciones estructurales, redujeron el balanceo del edificio a un nivel aceptable.

#### Construcción

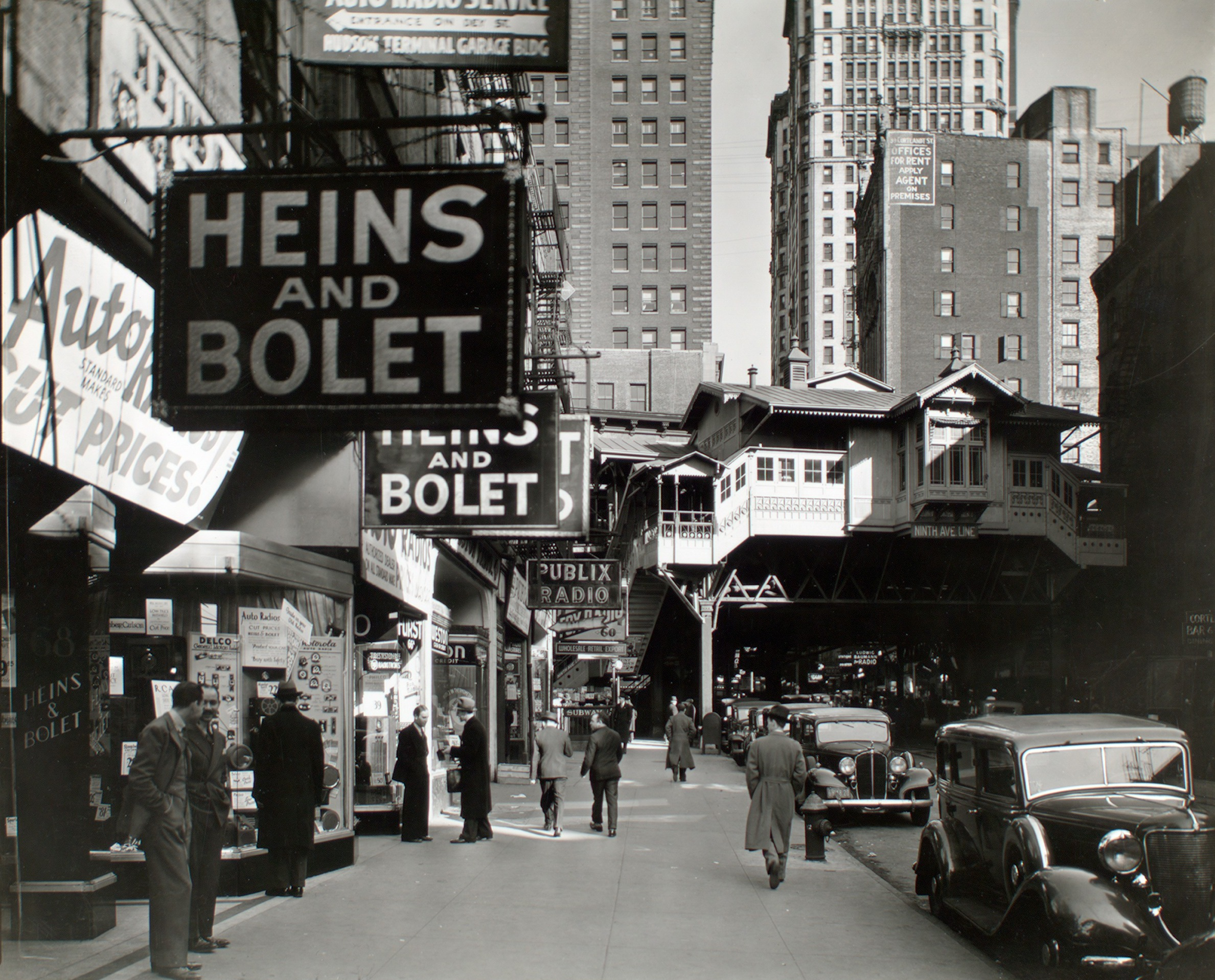
Esta sección de Cortlandt Street (mostrada en 1936) fue adquirida y demolida.

En marzo de 1965, la Autoridad Portuaria comenzó a adquirir propiedades en el emplazamiento del World Trade Center. Los trabajos de demolición comenzaron el 21 de marzo de 1966 para despejar trece manzanas de edificios de baja altura en Radio Row para la construcción del World Trade Center. La piedra fundamental de la construcción del complejo fue colocada el 5 de agosto de 1966.
El sitio del World Trade Center se encontraba en un relleno sanitario con la base rocosa ubicada 20 metros por debajo. Para construir el WTC, fue necesario hacer una "bañera" con un muro pantalla alrededor del lado del sitio que da a la calle Oeste, para mantener fuera el agua del río Hudson. El método de contención, seleccionado por John M. Kyle, Jr., ingeniero jefe de la Autoridad Portuaria, incluía la excavación de una zanja, la cual luego fue rellenada con una mezcla pastosa compuesta de bentonita y agua, que tapó los agujeros y mantuvo fuera al agua subterránea. Cuando la zanja fue cavada, se insertó en el lugar una caja de acero y se arrojó hormigón, forzando a la mezcla a salir. Tomó catorce meses completar el muro pantalla, el cual fue necesario para poder comenzar con la excavación de material del interior del sitio. Los 917 000 m³ de material excavado fueron utilizados (junto con otro material de rellenado) para expandir la costa de Manhattan a través de la calle Oeste, y poder así formar la Battery Park City.

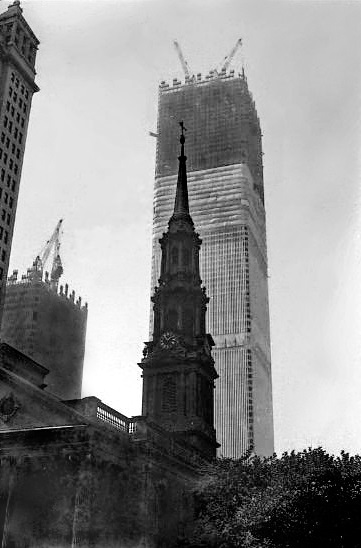
El World Trade Center original en construcción, en 1971.

En enero de 1967, la Autoridad Portuaria otorgó 74 millones de dólares en contratos a varios proveedores de acero, y Karl Koch fue contratado para erigir el acero. Tishman Realty & Construction fue contratada en febrero de 1967 para supervisar la construcción del proyecto. El trabajo de construcción comenzó con la Torre Norte en agosto de 1968; la construcción de la Torre Sur ya estaba en marcha en enero de 1969. Los originales Hudson Tubes, que llevaban a los trenes PATH a la Hudson Terminal, se mantuvieron en servicio como túneles elevados durante el proceso de construcción, hasta 1971, cuando abrió una nueva estación PATH.
La ceremonia de culminación del WTC 1 (Torre Norte) fue el 23 de diciembre de 1970, mientras que la ceremonia del WTC 2 (Torre Sur) ocurrió más tarde, el 19 de julio de 1971. Los primeros inquilinos se mudaron a la Torre Norte en diciembre de 1970; la Torre Sur aceptó inquilinos en enero de 1972. Cuando las Torres Gemelas del World Trade Center fueron completadas, los costos totales para la Autoridad Portuaria habían alcanzado los 900 millones de dólares. La ceremonia de inauguración se realizó el 4 de abril de 1973.

#### Críticas
Los planes para construir el World Trade Center fueron polémicos. En el solar donde se levantó el World Trade Center se ubicaba previamente Radio Row, un lugar especializado en la venta de equipos y repuestos de radio,  que albergaba también a cientos de comercios e inquilinos industriales, dueños de propiedades, pequeños negocios y aproximadamente 100 residentes, muchos de los cuales presentaron una firme resistencia a la reubicación forzosa. Un grupo de pequeños negocios afectados interpusieron una medida cautelar desafiando al poder de expropiación de la Autoridad Portuaria. El caso se abrió camino a través del sistema judicial hasta llegar a la Corte Suprema de los Estados Unidos, la cual se negó a aceptarlo. En febrero de 1964, un grupo de comerciantes y activistas “anti-Torres Gemelas” denunció que existía peligro para la seguridad de las futuras torres en caso de una explosión o accidente aéreo.
Algunos promotores inmobiliarios privados y miembros de la Junta de Bienes Raíces de Nueva York, liderada por Lawrence A. Wien, propietario del edificio Empire State, expresaron su preocupación por esta gran cantidad de espacio "subsidiado" para oficinas, que se encontraba en el mercado abierto, compitiendo con el sector privado cuando ya había un exceso de vacantes. El World Trade Center en sí no fue completamente alquilado hasta después de 1979. Otros cuestionaron si la Autoridad Portuaria realmente debería aceptar un proyecto descrito por algunos como una "equivocada prioridad social".
El diseño del World Trade Center trajo críticas por su estética por parte del Instituto Americano de Arquitectos y otros grupos. Lewis Mumford, autor de The City in History y otros libros sobre planeamiento urbano, criticó el proyecto y describió al mismo y a otros nuevos rascacielos como "simples archivadores de vidrio y metal". Las estrechas ventanas de oficina de las Torres Gemelas, con solo 46 centímetros de ancho y enmarcadas con pilares que restringían las vistas de cada lado a ranuras estrechas, no fueron del agrado de muchos. La activista y socióloga Jane Jacobs también criticó los planes para la construcción del WTC, argumentando que la línea costera debería quedar abierta para el disfrute de los habitantes de Nueva York.
La supermanzana del centro de comercio, en sustitución del denso vecindario, más tradicional, fue considerada por algunos críticos como un entorno inhóspito que interrumpía la complicada red de tráfico típica de Manhattan. Por ejemplo, en su libro The Pentagon of Power, Lewis Mumford denunció el centro como un «ejemplo del gigantismo sin propósito y el exhibicionismo tecnológico que hoy destripan el tejido vivo de cada gran ciudad».
Por muchos años, la inmensa Plaza Austin J. Tobin (conocida también como Plaza World Trade Center) fue frecuentemente acosada por enérgicos vientos a nivel del suelo. De hecho, algunas ráfagas eran tan fuertes que los peatones debieron ser ayudados por cuerdas para poder andar. En 1999, la plaza exterior reabrió tras pasar por renovaciones de unos 12 millones de dólares, que incluyeron el reemplazo de adoquines de mármol por piedras grises y rosas de granito, el agregado de nuevos bancos, macetas, nuevos restaurantes, quioscos de comida y áreas de comedor al aire libre.

### Complejo

Plano del complejo WTC original.

#### Torres Norte y Sur
En la década de 1980, con la construcción del World Trade Center 7, el World Trade Center tuvo un total de siete edificios, pero los más notables fueron las dos torres principales. Cada una se levantaba con una altura de 410 metros, y ocupaba alrededor de uno de los 16 acres (65 000 m²) de la tierra ocupada por el complejo. Durante una conferencia de prensa en 1973, un periodista preguntó a Yamasaki, «¿Por qué dos edificios de 110 pisos? ¿Por qué no un edificio de 220 pisos?». Su respuesta fue: «No quería perder la escala humana».
Cuando en 1972 quedó completo, el World Trade Center 1 (la Torre Norte) pasó a ser, durante dos años, el edificio más alto en el mundo, sobrepasando al edificio Empire State, el cual había ostentado el título durante 40 años. La Torre Norte tenía 417 metros de altura y presentaba una antena o mástil de telecomunicaciones que fue añadida a la azotea en 1978 y tenía 110 metros de altura. Con esta antena, el punto más alto de la Torre Norte alcanzaba los 527 metros. El World Trade Center 2 (la Torre Sur) se convirtió en el segundo edificio más alto del mundo cuando fue completado en 1973. La plataforma de observación ubicada en la azotea de la Torre Sur tenía 415 metros de altura y la plataforma de observación interior de dicha torre tenía 400 metros de altura. Las torres del World Trade Center mantuvieron el título de altura solo por un breve tiempo: la Torre Willis, en Chicago, culminada en mayo de 1973, alcanzó los 440 metros hasta la azotea. A lo largo de su existencia, sin embargo, las torres del WTC contaron con más pisos (110) que cualquier otro edificio. Este número no fue sobrepasado sino hasta la construcción del Burj Khalifa, en Dubái, que abrió en 2010.
De los 110 pisos, ocho fueron mantenidos aparte para servicios técnicos en las plantas técnicas del nivel B5/B6 (pisos 7/8, 41/42, 75/76 y 108/109), las cuales son cuatro áreas de dos pisos espaciadas uniformemente en el edificio. Todos los pisos restantes estaban libres para oficinas de planta abierta. Cada piso de las torres tenía 3 700 m² de espacio para ser ocupado. Cada torre tenía 350 000 m² de espacio para oficinas. En conjunto, todo el complejo de siete edificios tenía 1 040 000 m² de espacio.

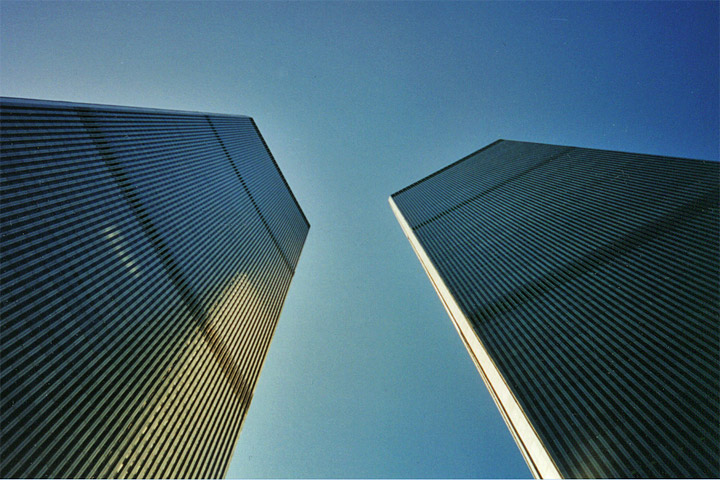
Las Torres Gemelas del World Trade Center original, en 1995.

Inicialmente concebido como un complejo dedicado a compañías y organizaciones que directamente tomaban parte en el "mundo del comercio", en un principio no tuvo éxito en atraer a los clientes esperados. Durante los primeros años, varias organizaciones gubernamentales pasaron a ser inquilinos clave del World Trade Center, incluyendo al Estado de Nueva York. No fue hasta la década de 1980 que el peligroso estado financiero de la ciudad mejoró, tras ello un creciente número de compañías privadas, principalmente firmas financieras asociadas a Wall Street, se transformaron en inquilinos. Durante la década de 1990, aproximadamente 500 compañías tenían oficinas en el complejo, incluyendo a muchas compañías financieras, tales como Morgan Stanley, Aon Corporation, Salomon Brothers y a la propia Autoridad Portuaria. La confluencia del sótano del World Trade Center incluía al Centro Comercial del World Trade Center junto con una estación del PATH. La Torre Norte se convirtió en la sede corporativa de Cantor Fitzgerald, al igual que en la sede de la Autoridad Portuaria de Nueva York y Nueva Jersey.
El servicio eléctrico de las torres fue suministrado por Consolidated Edison (ConEd) a 13 000 voltios. Este servicio pasaba a través del Centro Primario de Distribución del World Trade Center (PDP, por sus siglas en inglés) y era enviado por el centro del edificio a subestaciones eléctricas situadas en las plantas técnicas. Las subestaciones bajaban el voltaje primario, de 13 800 voltios, a un voltaje secundario, de 480/277 voltios, y posteriormente a 120/208 voltios, que era el voltaje del servicio de energía general y de alumbrado. El complejo también contaba con generadores de emergencia situados en los subniveles de las torres y en la azotea del WTC 5.
El piso 110 del World Trade Center 1 (la Torre Norte) albergaba los equipos de transmisión de radio y televisión. La azotea del WTC 1 contenía una amplia gama de antenas de transmisión, incluido el mástil de la antena central, de aproximadamente 110 metros, reconstruida en 1999 por Dielectric Inc. para poder funcionar con DTV. El mástil central contenía las señales de televisión de casi todas las emisoras de la ciudad de Nueva York: WCBS-TV 2, WNBC-TV 4, WNYW 5, WABC-TV 7, WPIX 11, WNET 13 Newark, WPXN-TV 31 y WNJU 47 Linden. También tenía cuatro emisoras FM de Nueva York: WPAT-FM 93.1, WNYC 93.9, WKCR 89.9 y WKTU 103.5. El acceso a la azotea era controlado desde el Centro de Control de Operaciones del WTC (OCC, por sus siglas en inglés), ubicado en el nivel B1 del WTC 2.

#### Plataforma de observaciónTop of the World

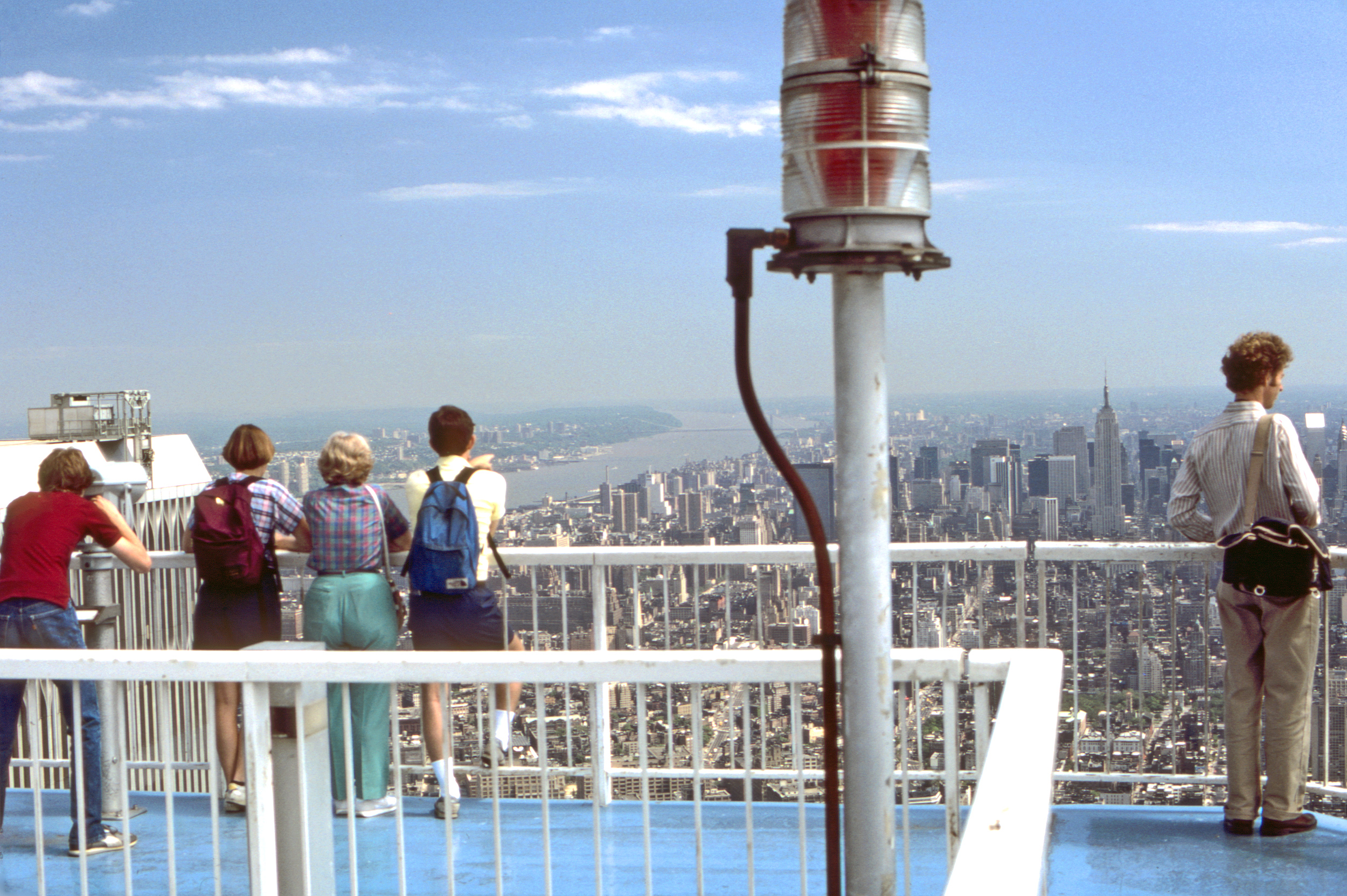
La plataforma de observación en el WTC 2 recibía un promedio de 80 000 visitantes por día.

A pesar de que la mayor parte del espacio en el complejo del World Trade Center estaba fuera del alcance del público, la Torre Sur presentaba un área pública interior y exterior de observación, conocida como Centro de Observatorios del World Trade Center, en sus pisos 107 y 110. Los visitantes pasaban por controles de seguridad agregados después del atentado con bomba al World Trade Center de 1993, luego eran trasladados al observatorio interior en el piso 107, a una altura de 400 metros. Las columnas a cada lado del edificio fueron reducidas en este nivel para permitir que hubiesen 71 centímetros de vidrio entre ellas. La Autoridad Portuaria renovó el observatorio en 1995, y luego lo arrendó a Ogden Entertainment para que lo operase. Las atracciones agregadas a la plataforma de observación incluían un vuelo en helicóptero simulado a través de la ciudad. El área de comida del piso 107 fue diseñada con la temática de un vagón del metro y presentaba a Sbarro y a Nathan's Famous Hot Dogs. Si el clima lo permitía, los visitantes podían tomar dos cortos trayectos por escaleras desde el área de observación del piso 107 a una plataforma de observación exterior en el piso 110, a una altura de 415 metros. En un día despejado, los visitantes podían ver a más de 80 kilómetros de distancia. Una valla para prevenir suicidios fue colocada en el propio techo, ubicando la plataforma de observación hacia atrás y sobre la misma, requiriendo únicamente una barandilla y dejando la vista sin obstaculizar, al contrario de los que ocurre en la plataforma de observación del edificio Empire State.

#### Restaurante Windows on the World
La Torre Norte tenía un restaurante en sus pisos 106 y 107 conocido como Windows on the World, que abrió en abril de 1976. El restaurante fue desarrollado por Joe Baum con un costo de más de 17 millones de dólares. Además del restaurante principal, en la cima de la Torre Norte se ubicaban dos derivaciones: Hors d'Oeuvrerie (ofrecía un buffet danés durante el día y sushi en la noche) y Cellar in the Sky (un pequeño bar de vinos). Windows on the World también tenía un programa de escuela de vinos dirigido por Kevin Zraly. Windows on the World fue cerrado tras el atentado con bomba al World Trade Center de 1993. Tras reabrir en 1996, Hors d'Oeuvrerie y Cellar in the Sky fueron remplazados por el Greatest Bar on Earth y Wild Blue. En el año 2000, su último año completo en operación, Windows on the World reportó ganancias de 37 millones de dólares, haciéndolo el restaurante de mayor recaudación en Estados Unidos. El Skydive Restaurant, abierto en 1976 en el piso 44 de la Torre Norte, también era operado por el restaurante Windows on the World, pero solamente servía el almuerzo.

#### Los otros edificios

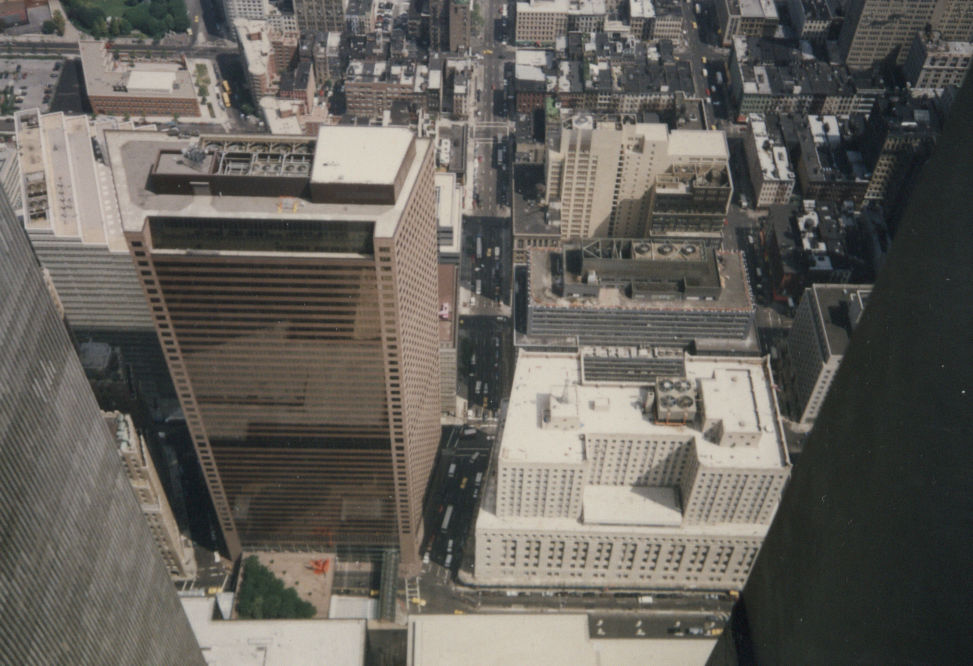
El World Trade Center 7 (a la izquierda), visto desde la plataforma de observación del WTC 2, en 1992.

Alrededor del bloque de 65 000 m² se ubicaban cinco edificios de menor tamaño. Uno era un hotel de 22 pisos, que abrió en 1981 como el Vista Hotel, y en 1995 se transformó en el Marriott World Trade Center (WTC 3), en el rincón sudoeste del sitio. Alrededor de la plaza también estaban tres edificios de baja altura (WTC 4, WTC 5 y WTC 6), con el mismo diseño de tubo hueco que presentaban las torres. El World Trade Center 6, en el rincón noroeste del sitio, era la sede de la Oficina de Aduanas y Protección Fronteriza de los Estados Unidos y de la Bolsa de Comercio de los Estados Unidos. El World Trade Center 5 estaba ubicado en el rincón noreste, sobre la estación del PATH, y el World Trade Center 4 estaba en el rincón sudeste. En 1987 fue construido un edificio de oficinas de 47 pisos, al norte del bloque, llamado World Trade Center 7. Debajo del complejo World Trade Center se encontraba un centro comercial subterráneo, que a su vez tenía conexiones con varios servicios importantes de transporte, incluyendo al sistema del Metro de Nueva York y a los propios trenes PATH de la Autoridad Portuaria, conectando a Manhattan con Jersey City, Hoboken y Newark.
Debajo del World Trade Center se encontraba uno de los mayores depósitos de oro del mundo, perteneciente a un grupo de bancos comerciales. La bomba de 1993 estalló cerca de la bóveda que lo contenía. Siete semanas después de los ataques del 11 de septiembre, se retiraron 230 millones de dólares en metales preciosos de las bóvedas del sótano del WTC 4, incluyendo 3 800 barras de oro de 100 onzas troy y 30 000 barras de plata de 1 000 onzas troy.

### Historia, eventos y sucesos

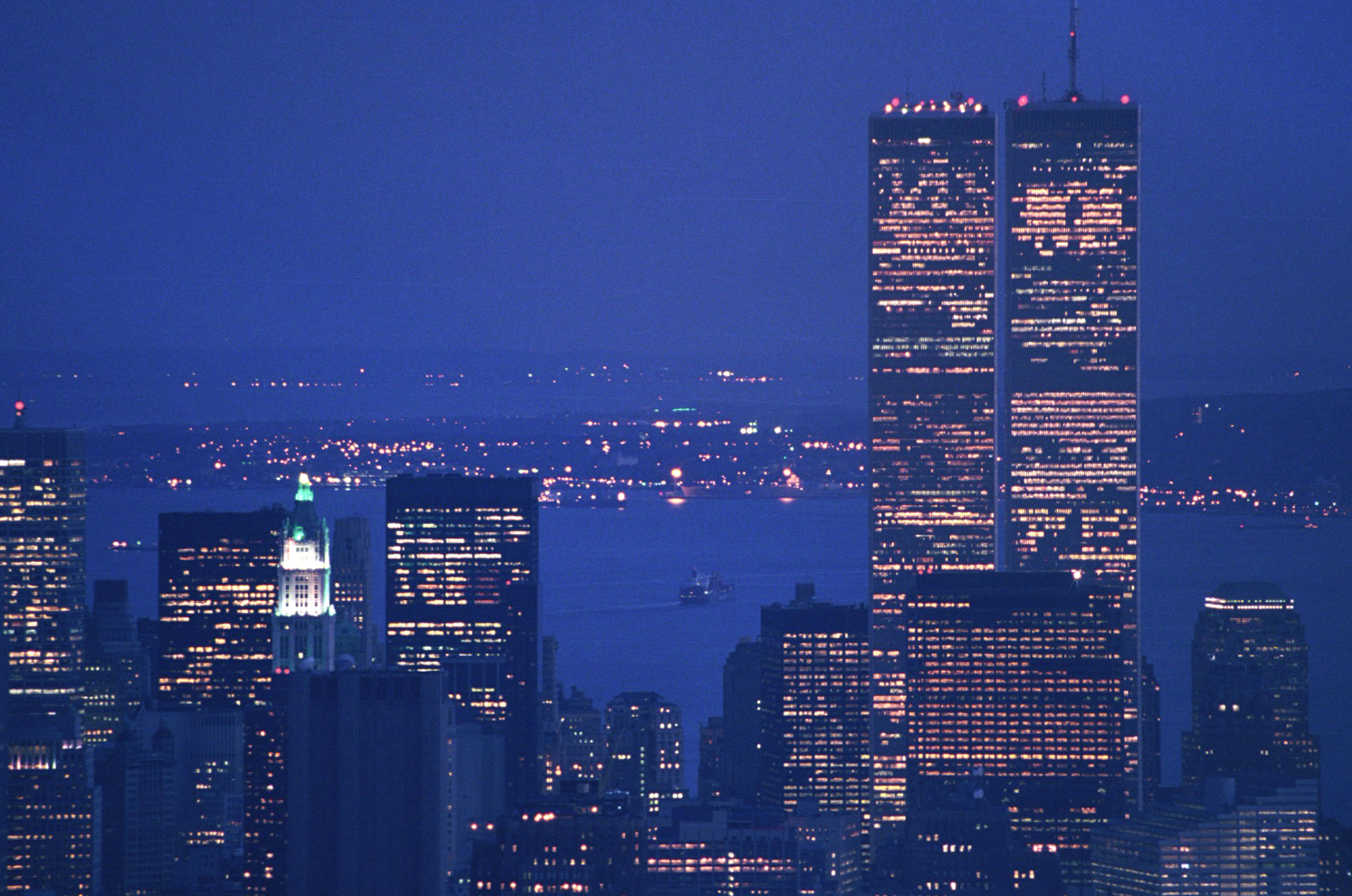
Las Torres Gemelas del WTC original vistas por la noche desde el edificio Empire State, en mayo de 2001.

En un típico día laborable, 50 000 personas trabajaban en las Torres Gemelas, con otras 200 000 pasando como visitantes. El complejo era tan grande que tenía su propio código ZIP: 10048. Las torres ofrecían una gran vista desde la plataforma de observación Top of the World Trade Center Observatories, en lo alto de la Torre Sur, y desde el restaurante Windows on the World, en lo alto de la Torre Norte. Las Torres Gemelas se hicieron conocidas en todo el mundo, apareciendo en numerosas películas y programas de televisión, al igual que en postales y otros medios de comercialización, y comenzaron a ser vistas como un ícono de Nueva York, al mismo nivel que el edificio Empire State, el edificio Chrysler o la Estatua de la Libertad.
El funambulista francés Philippe Petit caminó entre las torres sobre una cuerda floja en 1974, como se muestra en la película En la Cuerda Floja. Cruzó ocho veces los 43 metros que separaban los dos edificios. En total fue una aventura de 45 minutos a más de 400 metros del suelo.
George Willing, un fabricante de juguetes de Brooklyn, escaló el exterior de la Torre Sur en 1977. En 1983, en el Día de los Caídos, el activista, bombero y rescatista de gran altura Dan Goodwin escaló exitosamente el exterior de la Torre Norte del WTC. Su acción estaba destinada a llamar la atención sobre la imposibilidad de rescatar personas potencialmente atrapadas en pisos superiores de rascacielos.
El Campeonato Mundial de Ajedrez de 1995 se jugó en el piso 107 de la Torre Sur.

#### Incendio del 13 de febrero de 1975
El 13 de febrero de 1975, se desató un incendio en la Torre Norte del WTC, que se propagó a lo largo de la planta 11. Este incendio se extendió a través del núcleo a las plantas 9 y 14 tras incendiarse el aislamiento de los cables de teléfono ubicados en un hueco de servicio que corría verticalmente entre los pisos. El fuego que llegó a otras áreas fue extinguido casi inmediatamente, y el incendio original fue apagado en pocas horas. La mayoría de los daños se concentraron en el piso 11, debido a que el fuego fue alimentado por armarios llenos de papel, líquido a base de alcohol para máquinas de oficina y otro material de oficina. No hubo daños estructurales para la torre, ya que el acero estaba recubierto por un material resistente al fuego. Sin ser los daños causados por el fuego, algunos pisos de abajo sufrieron daños causados por el agua utilizada para la extinción del incendio de arriba. En esa época, el World Trade Center no tenía sistemas rociadores de incendios.

#### Atentado con bomba del 26 de febrero de 1993

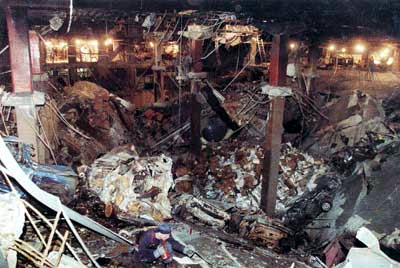
Daños del aparcamiento tras el atentado, en 1993.

El 26 de febrero de 1993, a las 12:17, un camión de la empresa Ryder que contenía 680 kilogramos de explosivos, estacionado por Ramzi Yousef, explotó en el estacionamiento subterráneo de la Torre Norte. La explosión abrió un agujero de 30 metros a través de cinco subniveles, ocurriendo el mayor daño en los niveles B1 y B2 y un daño estructural considerable en el nivel B3. A lo largo de los 110 pisos de la torre, seis personas murieron y otros 50 000 trabajadores y visitantes quedaron faltos de aire para respirar normalmente. Muchas personas dentro de la Torre Norte fueron forzadas a descender a oscuras por escaleras que no contaban con iluminación de emergencia, algunas demorando más de dos horas para ponerse a salvo.
Tras el atentado, Yousef huyó a Pakistán, pero fue detenido en Islamabad en febrero de 1995 y extraditado a Estados Unidos para ser sometido a juicio. El jeque Omar Abdel Rahman fue condenado en 1996 por participar en el atentado y en otras conspiraciones. Yousef y Eyad Ismoil fueron condenados en noviembre de 1997 por llevar a cabo el atentado. Otras cuatro personas fueron condenadas en mayo de 1994 por su participación en el mismo. Según un juez del Tribunal Supremo, el principal objetivo del ataque era desestabilizar la Torre Norte y hacerla caer sobre la Torre Sur, derribándola.
Los pisos afectados por el atentado debieron ser reparados para restablecer el apoyo estructural que brindaban a las columnas. El muro pantalla estaba en peligro tras el atentado y perdió las losas del suelo que proporcionaban el apoyo lateral contra la presión ejercida del lado opuesto por las aguas del río Hudson. La planta de refrigeración en el subnivel 5, que proporcionaba el servicio de aire acondicionado a todo el complejo World Trade Center, fue seriamente dañada. Después del atentado, la Autoridad Portuaria instaló señales fotoluminiscentes en las escaleras. El sistema de alarma contra incendios del complejo entero debió ser remplazado como consecuencia de que parte importante del cableado y de la señalización del sistema original fue destruido. Se construyó un memorial a las víctimas de este atentado, se instaló una fuente de agua con los nombres de aquellas personas que murieron en la explosión. Sin embargo, el memorial fue destruido en los Atentados del 11 de septiembre. Los nombres de las víctimas del atentado de 1993 fueron incluidos en el Museo y Memorial Nacional del 11 de septiembre.

#### Robo del 14 de enero de 1998

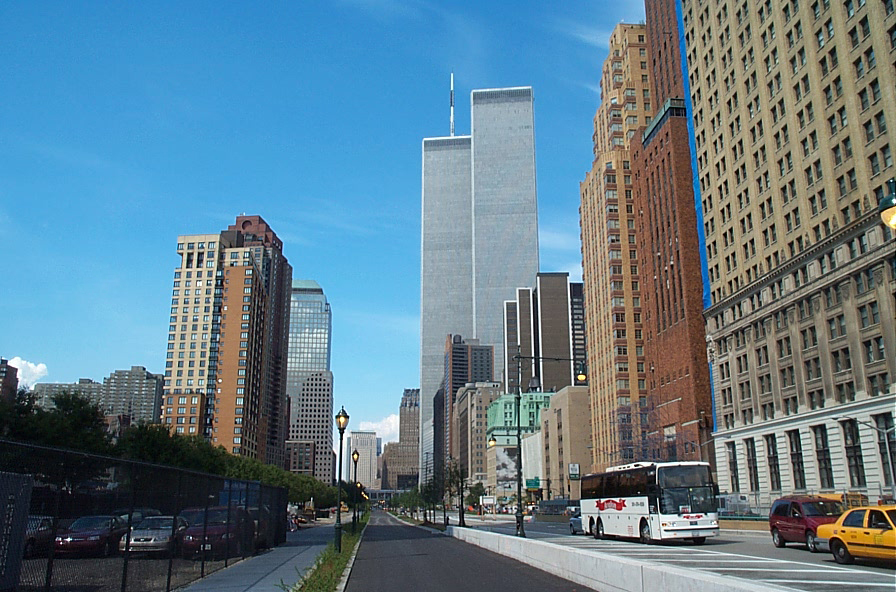
El WTC original visto desde la entonces recientemente terminada carretera del lado oeste, en julio de 2001.

En enero de 1998, Ralph Guarino, miembro de la Mafia que había obtenido un acceso de mantenimiento al World Trade Center, formó una pandilla de tres hombres para robar más de 2 millones de dólares, que eran trasladados de un camión de la empresa Brinks al piso 11 del WTC.

#### Arrendamiento
En 1998, la Autoridad Portuaria aprobó planes para privatizar el World Trade Center. En 2001, la Autoridad Portuaria buscó arrendar el World Trade Center a una entidad privada. Las ofertas de licitación vinieron de Vornado Realty Trust, de una propuesta conjunta entre Brookfield Properties Corporation y Boston Properties y de otra propuesta conjunta entre Silverstein Properties y Westfield Group. La privatización del World Trade Center lo agregaría a la lista de contribuyentes y otorgaría fondos para otros proyectos de la Autoridad Portuaria. El 15 de febrero de 2001, la Autoridad Portuaria anunció que Vornado Realty Trust había conseguido el contrato de arrendamiento del World Trade Center, a través del pago de 3,25 mil millones de dólares por el mismo, de 99 años de duración. Vornado Realty ofreció 600 millones de dólares más que Silverstein, a pesar de que Silverstein aumentó su oferta a 3,22 mil millones. Sin embargo, Vornado insistió en realizar cambios de última hora al acuerdo, lo que incluyó un contrato de arrendamiento más corto, de 39 años, que la Autoridad Portuaria consideró innegociable. Posteriormente, Vornado se retiró, y la oferta de Silverstein por el contrato de arrendamiento del World Trade Center fue aceptada el 26 de abril de 2001, y cerrada el 24 de julio de 2001.

### Destrucción

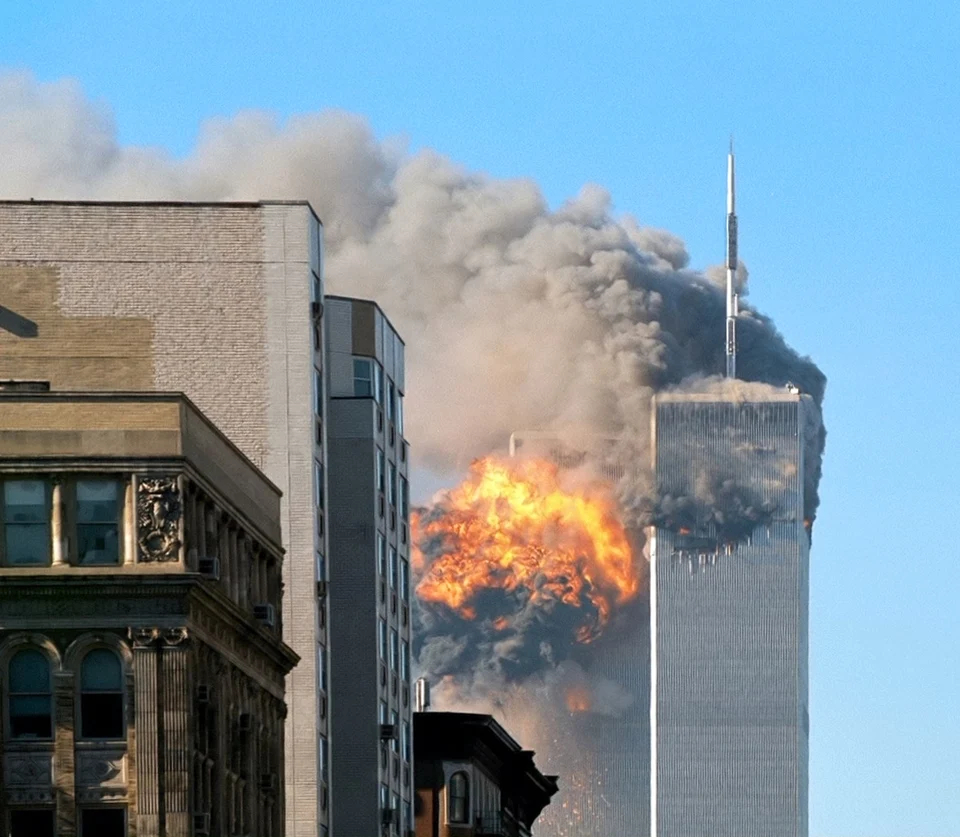
Segundos después de que el vuelo 175 de United Airlines se estrellara contra la Torre Sur, una bola de fuego surge en lo alto.

El martes 11 de septiembre de 2001, un grupo de terroristas, pertenecientes a Al-Qaeda, secuestraron 2 vuelos comerciales: el vuelo 11 de American Airlines y lo estrellaron contra la fachada norte de la Torre Norte, a las 8:46:40 h; el avión impactó entre los pisos 93 y 99. 17 minutos después, a las 9:02:59, un segundo equipo de terroristas estrellaron el también secuestrado (y de manera similar al anterior) vuelo 175 de United Airlines contra la Torre Sur; el impacto ocurrió entre los pisos 77 y 85. El daño causado a la Torre Norte por el vuelo 11 destruyó toda vía de escape desde arriba del área de impacto, atrapando a 1 344 personas. El vuelo 175, en comparación con el del vuelo 11, tuvo un impacto mucho menos centrado, y una única escalera quedó intacta; sin embargo, solo 18 personas lograron pasar por la misma exitosamente antes de que la torre se derrumbara. A pesar de que la Torre Sur fue impactada más abajo que la Torre Norte, afectando así a más pisos, un número menor de personas, algo menos que 700, murieron instantáneamente o quedaron atrapadas.
A las 9:59, la Torre Sur se derrumbó, tras arder aproximadamente 56 minutos. El fuego provocó que los elementos estructurales de acero, ya debilitados por el impacto del avión, fallaran. La Torre Norte se derrumbó a las 10:28, tras arder aproximadamente 102 minutos. A las 17:20 del 11 de septiembre de 2001, el World Trade Center 7 comenzó a derrumbarse, con la caída del alero este, y se derrumbó completamente a las 17:21, debido a que el incendio descontrolado causó una falla estructural.
El World Trade Center 3, un hotel Marriott, fue destruido durante el derrumbe de las dos torres. Los tres edificios restantes en la plaza WTC resultaron seriamente dañados por los escombros y fueron demolidos con posterioridad. El edificio del Deutsche Bank, al otro lado de Liberty Street desde el complejo World Trade Center, fue luego condenado debido a las inhabitables condiciones tóxicas de su interior; fue deconstruido, completándose el trabajo a principios de 2011. El Fiterman Hall de la Comunidad Universitaria del Municipio de Manhattan, ubicado en el número 30 de Broadway Oeste, también fue condenado, debido al serio daño recibido en los ataques, y su deconstrucción está programada.

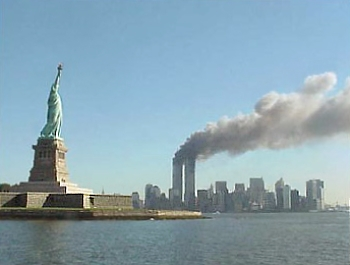
El World Trade Center original ardiendo, con la Estatua de la Libertad en primer plano.

Inmediatamente después de los ataques, los reportes de la prensa sugerían que decenas de miles de personas podrían haber muerto en los ataques, ya que más de 50 000 podrían estar adentro de las torres. Recientemente, fueron presentados 2753 certificados de defunción (excluyendo a aquellos de los secuestradores) en relación con los ataques del 11 de septiembre en Nueva York, incluso uno presentado para Felicia Dunn-Jones, quien fue agregada a la cifra oficial de muertos en mayo de 2007; Dunn-Jones murió cinco meses después por una afección pulmonar conectada con su exposición al polvo durante el derrumbe del World Trade Center. Otras tres víctimas fueron luego añadidas a la cifra oficial de muertos por la oficina del forense de la ciudad: la Dra. Sneha Anne Philip, vista por última vez el día anterior a los ataques, Len Heyward, un hombre que desarrolló un linfoma y luego murió en el 2008 como resultado de la aspiración de polvo durante los eventos posteriores a los ataques a las Torres Gemelas, y Jerry Borg, quien murió en diciembre de 2010 de sarcoidosis pulmonar, la cual se determinó en junio de 2011 como resultado del polvo de los ataques. Cantor Fitzgerald L.P., un banco de inversión ubicado en los pisos 101 a 105 de la Torre Norte, perdió 658 empleados, cifra considerablemente mayor que la de cualquier otra empresa, mientras que Marsh & McLennan Companies, ubicado inmediatamente debajo de Cantor Fitzgerald, en los pisos 93 a 100 (el sitio de impacto del vuelo 11), perdió 295 empleados, y murieron 175 empleados de Aon Corporation en la Torre Sur. Además, 343 de los muertos eran bomberos de la ciudad de Nueva York, 84 eran trabajadores de la Autoridad Portuaria, de los cuales 37 eran miembros del Departamento de Policía de la Autoridad Portuaria, y otros 23 eran oficiales del Departamento de Policía de la Ciudad de Nueva York. Diez años después de los ataques, en el año 2011 solo 1 629 víctimas han sido identificadas. De todas las personas que aún se encontraban en las torres cuando se derrumbaron, sólo 20 fueron rescatadas con vida. Will Jimeno y el Sgto. John McLoughlin, oficiales de policía de la Autoridad Portuaria, fueron los supervivientes 18 y 19. La última persona rescatada tras el derrumbe fue encontrada tras 27 horas de trabajos de rescate. Tras estos 20 supervivientes se estima que un número indeterminado de personas pudieron haber sobrevivido un tiempo en los escombros, pero perdieron la vida al no ser posible su rescate.

## Nuevo complejo World Trade Center

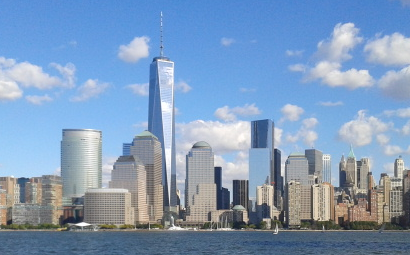
Vista del Bajo Manhattan desde Jersey City en 2013. Se aprecian el One World Trade Center (izquierda) y el Four World Trade Center (derecha).

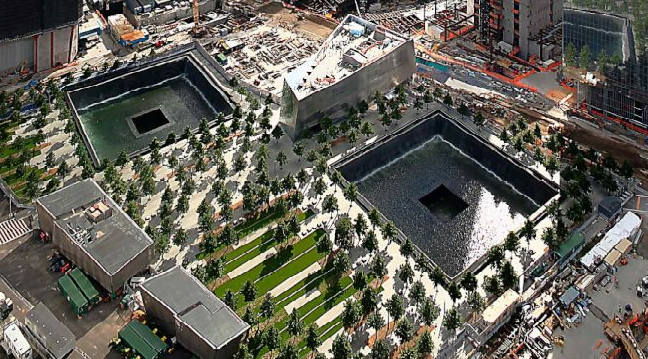
Vista aérea de las dos piscinas del memorial del nuevo World Trade Center, con un tamaño aproximado de la base y situación donde en el pasado se erigían las Torres Gemelas.

Inmediatamente después de la destrucción del complejo original, se inició el debate sobre la construcción de un nuevo complejo que lo sustituyera. En noviembre de 2001, el gobernador Pataki creó la Lower Manhattan Development Corporation (LMDC), una comisión oficial para supervisar el proceso de reconstrucción. En un comunicado de prensa de agosto de 2002, la LMDC anunció que se realizaría un concurso de diseño para el plan maestro del nuevo World Trade Center. El 27 de febrero de 2003, el Studio Daniel Libeskind fue declarado ganador del concurso y se convirtió así en el arquitecto del nuevo World Trade Center. A pesar de que Libeskind diseñó el plan maestro del complejo, los edificios serían diseñados por diferentes arquitectos.
La propuesta original de Libeskind, titulada Memory Foundations («Cimientos de la memoria»), fue sometida a extensas revisiones en colaboración con Silverstein y Skidmore, Owings & Merrill, el estudio de arquitectura contratado por Silverstein. Aunque no todas las ideas de Libeskind se mantuvieron en el diseño final, consiguió que se respetara su idea de que las huellas de las Torres Gemelas debían convertirse en un memorial y no ser usadas para fines comerciales gracias al apoyo que cosechó del público. En el diseño del nuevo del World Trade Center había numerosas partes interesadas, incluidos Silverstein y la Autoridad Portuaria. Además, las familias de las víctimas, los residentes de los barrios de los alrededores y otros colectivos querían participar en las decisiones. Las negociaciones sobre el diseño definitivo del complejo se prolongaron durante varios años y se han considerado la operación inmobiliaria más compleja de la historia debido a la complejidad de los temas a tratar, los numerosos grupos de interés involucrados y la dificultad de llegar a un consenso.
Tras años de retrasos y controversia, en marzo de 2006 empezó la reconstrucción del World Trade Center. El nuevo complejo incluye al One World Trade Center, 3 World Trade Center, 4 World Trade Center, 7 World Trade Center y otro rascacielos de oficinas, el 2 World Trade Center y otro de usos mixtos Five World Trade Center cuyas obras están paradas. El nuevo World Trade Center también incluye un museo y memorial, y un centro de transporte de tamaño similar a la Grand Central Terminal.
El One World Trade Center, que tiene 541 m de altura y es el edificio principal del complejo, se completó el 30 de agosto de 2012 y el último componente de su aguja se instaló el 10 de mayo de 2013. El 4 World Trade Center abrió sus puertas en noviembre de 2014, y el 7 World Trade Center, primer edificio construido del complejo, se inauguró el 23 de mayo de 2006. El National September 11 Memorial & Museum está terminado: el museo abrió sus puertas el 21 de mayo de 2014, y el memorial el 11 de septiembre de 2011. El World Trade Center Transportation Hub abrió al público el 4 de marzo de 2016. El 3 World Trade Center fue inaugurado el 11 de junio de 2018. La construcción del 2 World Trade Center se paralizó en 2009, y en 2015 se anunció un nuevo diseño.

## Banderas estadounidenses del WTC
Durante los trabajos de limpieza, se recuperaron un pequeño número de banderas estadounidenses que, durante los ataques, ondeaban cerca del World Trade Center. Una fue encontrada por Gerald Kane, sargento del Departamento de Policía de la Ciudad de Nueva York, y el detective Peter Friscia, a las 5:30 del 12 de septiembre de 2001. Mientras colaboraban con los equipos de rescate en la zona cero, notaron que la gran bandera estadounidense que una vez ondeara frente al WTC, en la calle Church, había sido separada del asta durante el derrumbe de los edificios y colgaba al revés de un poste del alumbrado público, a varias cuadras de distancia. Los dos hombres reclutaron a varios soldados y bomberos en el área, quienes alzaron una escalera hasta lo alto del poste. El detective Friscia subió los peldaños de la escalera hasta la cima, recuperó la bandera, la descolgó y la bajó a la calle. Luego, Kerik dio la bandera a oficiales de la NASA, y la misma fue transportada en el transbordador espacial Endeavour (STS-108), como parte de su misión del 5-17 de diciembre de 2001 a la Estación Espacial Internacional. El 14 de enero de 2002, en el Día de la Bandera, la bandera estadounidense fue regresada a los habitantes de la ciudad de Nueva York por Sean O'Keefe, de la NASA, y por el comandante Dom Gorie y los miembros de la tripulación del Endeavour, en una ceremonia en el Rose Center del Museo Americano de Historia Natural. La bandera es asegurada y mantenida por el Comisionado de Registros de la ciudad de Nueva York y es parte de la ceremonia anual cada aniversario del 11 de septiembre, en la zona cero.

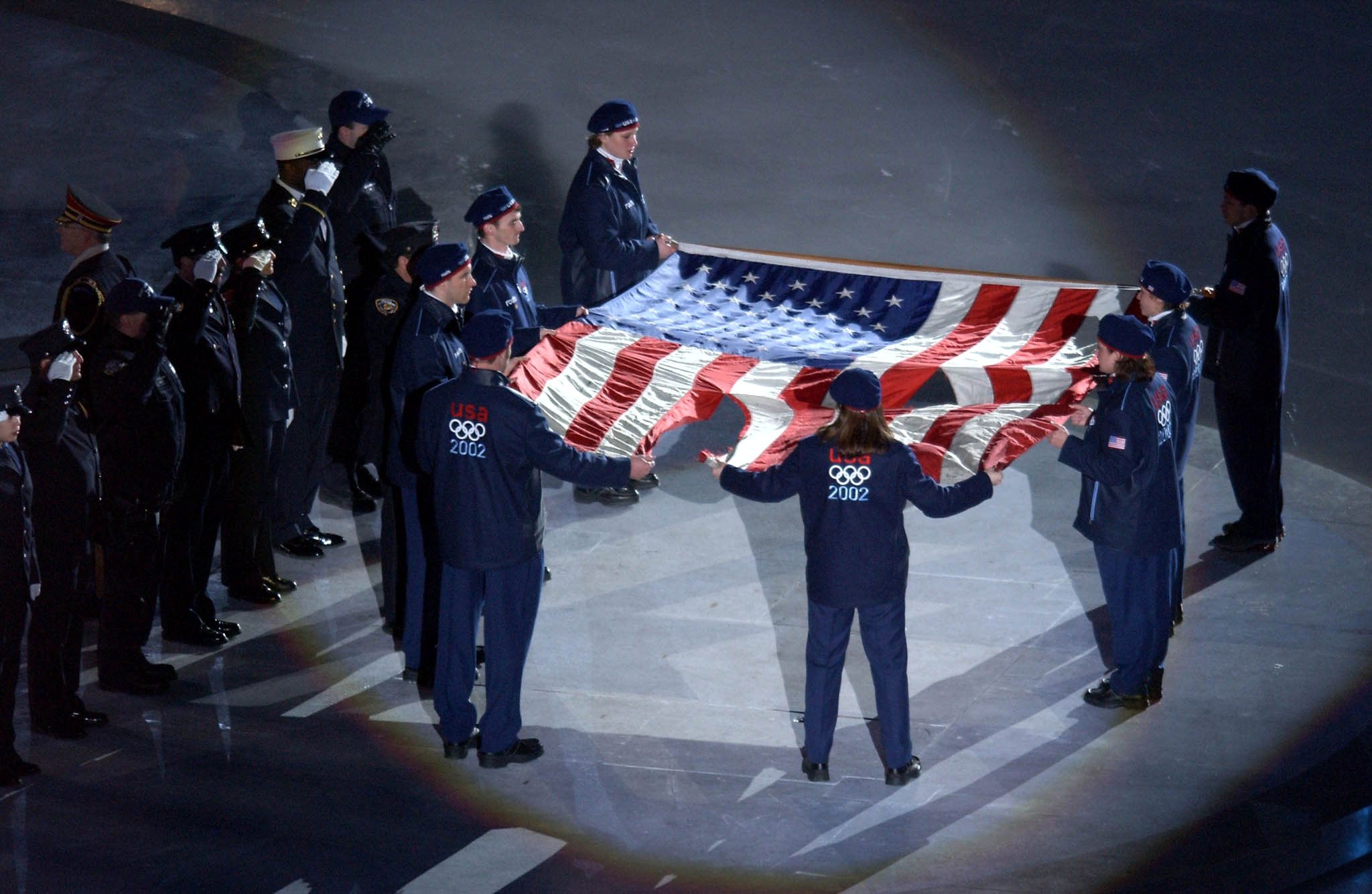
La bandera estadounidense del World Trade Center durante la ceremonia de apertura de los Juegos Olímpicos de invierno de 2002 en Salt Lake City.

Otra bandera, que originalmente ondeaba en lo alto de una de las torres, fue recuperada tres días después de los ataques, y, debido a su mal estado, fue entregada a la Guardia Nacional para su destrucción ceremonial. Luego, la Guardia Nacional descubrió, gracias a una etiqueta, que la bandera pertenecía a la Autoridad Portuaria, y en lugar de retirarla, la devolvió. La misma fue luego usada durante la ceremonia de homenaje a varios de los socorristas, y se la hizo ondear durante las Series Mundiales de 2001 y el Super Bowl XXXVI. La bandera fue también utilizada, con polémica, en la ceremonia de apertura de los Juegos Olímpicos de invierno de 2002, llevados a cabo en Salt Lake City. En un principio, el Comité Olímpico Internacional se negó a permitir que la bandera fuera utilizada en la ceremonia, temiendo que se viera como demasiado proestadounidense, extremadamente patriótico, y que creara complicaciones durante las futuras ceremonias. Pero finalmente se llegó a un acuerdo entre los organizadores del evento y el IOC, el cual permitió que la bandera fuera llevada al Estadio Olímpico Rice-Eccles tanto por atletas estadounidenses como por socorristas del 11 de septiembre. La bandera fue llevada al estadio en silencio, tras lo cual los portadores de la bandera se detuvieron frente al Coro del Tabernáculo Mormón, permitiéndoles cantar The Star-Spangled Banner, mientras otra bandera estadounidense era izada.
Otra bandera, que originalmente estaba en un yate, fue izada en un asta por 3 bomberos la tarde del 11 de septiembre, sobre los escombros del World Trade Center siendo captados en una icónica foto. Posteriormente la bandera desapareció y 15 años después reapareció siendo devuelta a Nueva York.
También se recuperaron varias banderas de otros países del sitio del World Trade Center. Se presentó una bandera de Nueva Zelanda al entonces primer ministro del país, Helen Clark, por representantes del Departamento de Bomberos de la Ciudad de Nueva York. Dos de las víctimas eran neozelandesas. Conservadores montaron y enmarcaron la bandera, la cual ahora cuelga en la escalera principal de la Casa del Parlamento, el edificio principal del complejo del Parlamento de Nueva Zelanda. Una bandera de la Unión, del Reino Unido, también fue recuperada, y actualmente se encuentra en el Imperial War Museum North de Mánchester, Inglaterra. El Reino Unido sufrió el mayor número de víctimas después de Estados Unidos, con entre 60 y 70 británicos asesinados durante los ataques.

## En la cultura popular

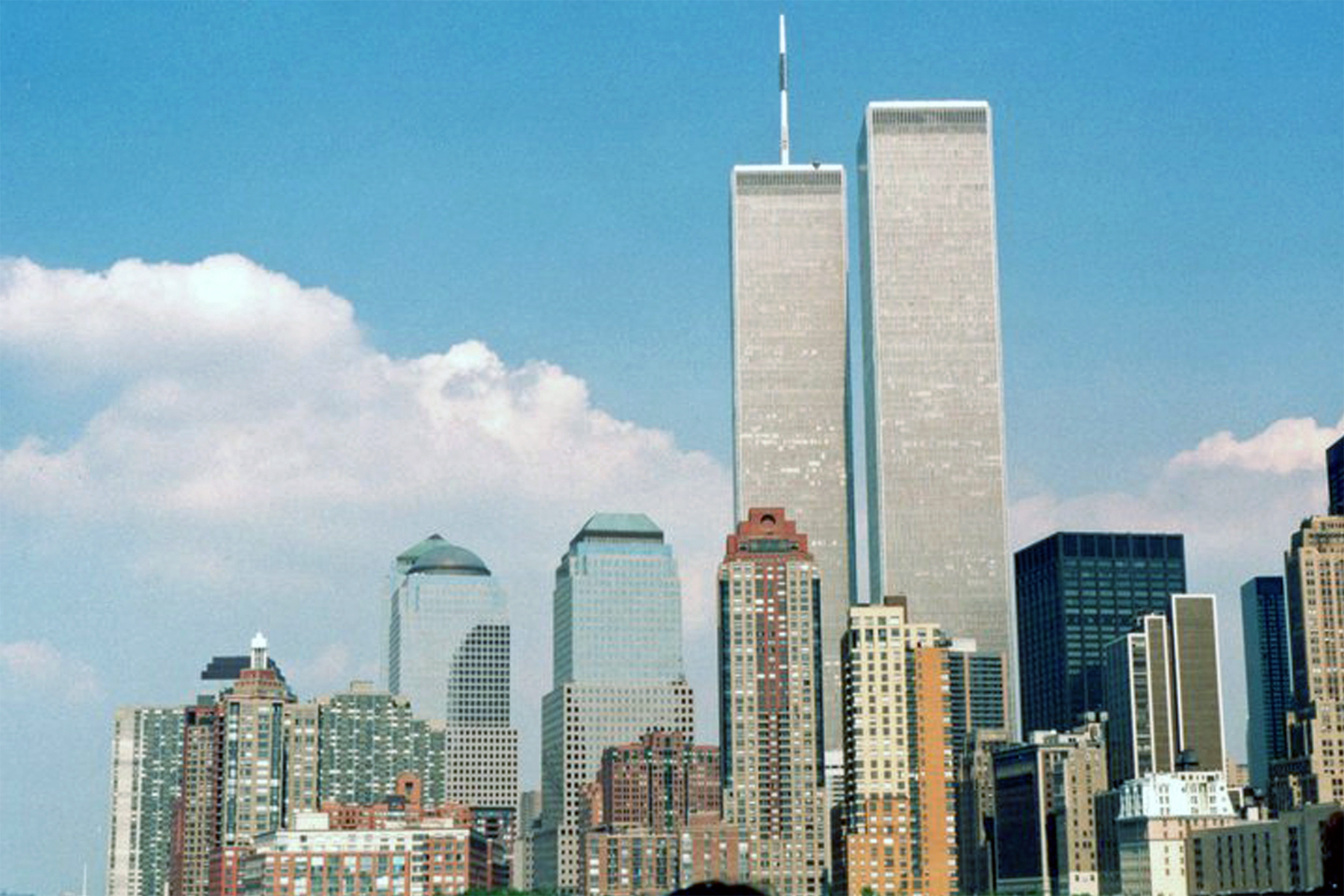
Las Torres Gemelas del World Trade Center original, en el otoño de 1993.

El World Trade Center original fue una construcción simbólica que apareció en numerosas películas, así como en muchos programas de televisión, dibujos animados, cómics, videojuegos y vídeos musicales. Quizás las películas más destacables en las que aparece sean Godspell (1973), King Kong (1976), Raise the Titanic (1980), Trading Places (1983), Cat's Eye (1985), Working Girl (1988), Home Alone 2: Lost in New York (1992), Super Mario Bros. (1993), Daylight (1996), Men in Black (1997), Godzilla (1998), Stuart Little (1999) y The Walk (2015).
Los acontecimientos sobre los atentados del 11 de septiembre fueron retratados en varios documentales y películas, incluidas dos importantes películas realizadas en 2006, World Trade Center, de Oliver Stone, United 93, de Paul Greengrass. y Flight 93 de Peter Markle. En varias películas estrenadas después del 11 de septiembre de 2001 se decidieron eliminar las torres digitalmente. Tras los atentados, la mayoría de los programas reemitidos por la televisión optaron por no exhibir las torres, cortando las partes donde las mismas aparecían, como sucedió con algunos episodios de Friends y Los Simpson. Las tomas del World Trade Center fueron retiradas de las secuencias de apertura de las series de HBO Sex and the City y Los Soprano, en episodios realizados después de la destrucción de los edificios, como una señal de respeto por las víctimas del 11 de septiembre. En el final de temporada de la serie de la Fox Fringe, el World Trade Center se ve intacto en un universo paralelo de la ciudad de Nueva York.
La trama del episodio piloto de The Lone Gunmen (un spin-off de Expediente X), que salió al aire en marzo de 2001 (seis meses antes de los ataques), se centra en un complot dirigido por servicios secretos del gobierno para hacer estrellar un avión de pasajeros contra una de las Torres Gemelas, utilizando el piloto automático. La idea era hacer recaer la responsabilidad del hecho en un país extranjero para lograr aumentar el presupuesto de defensa militar. En el capítulo, el objetivo es frustrado por los protagonistas, quienes suben en el condenado avión y desactivan el malicioso sistema de pilotaje automático segundos antes de que el avión se estrelle contra el World Trade Center.
Habían pensado incluir a las torres en la película Spiderman, estrenada en Estados Unidos en mayo de 2002. De hecho, en el primer avance un grupo de ladrones escapan en un helicóptero de un robo a un banco, pero luego son atrapados por una gran telaraña tendida entre las Torres Gemelas del World Trade Center original. Tras los ataques, este avance salió de circulación, y toda referencia a las torres en la película desapareció. También cabe destacar una breve aparición de las Torres Gemelas en el OVA 1 de Shin Getter Robo vs Neo Getter Robo, publicado en 2001.
La película de 2018, Ralph Breaks the Internet, de Walt Disney Animation Studios, tiene la misma característica de la Torre Sur, que se ve como la Torre Google con el nombre y los colores del programa.

## Sucesión
| Predecesor: Empire State Building | Edificio más alto del mundo 1971 - 1973             | Sucesor: Torre Sears (Torre Willis) |
| Predecesor: Empire State Building | Edificio más alto de los Estados Unidos 1971 - 1973 | Sucesor: Torre Sears (Torre Willis) |
| Predecesor: Empire State Building | Edificio más alto de Nueva York 1971 - 2001         | Sucesor: Empire State Building      |